# Tina Liebig
Tina Liebig (Gera, 28 april 1980) is een wielrenner uit Duitsland.
In 1998 werd Liebig bij de junioren wereldkampioen op de weg. In 2002 won ze in Albstadt In 2004 won Liebig de meerdaagse wedstrijd Giro del Trentino Alto Adige-Südtirol, en in 2005 schreef Liebig de meerdaagse Tour de Feminin - O cenu Českého Švýcarska op haar naam. In 2009 werd ze tweede in de Dolmans Heuvelland Classic. Eind 2009 stopte Liebig met wielrennen.
Op het Duits kampioenschap wielrennen op de weg werd Liebig drie maal derde op de weg, en eenmaal derde in de tijdrit.